# セヌ・クリバリ
セヌ・クリバリ（Senou Coulibaly、1994年9月4日 - ）は、フランス・ポントワーズ出身のサッカー選手。ディジョンFCO所属。ポジションはディフェンダー。

## クラブ経歴
FCセルジ＝ポントワーズで育成され、2017年にFCマントワ78に加入した。
2018年6月13日、当時フランス4部に所属していたマントワから、リーグ・アンのディジョンFCOに移籍した。同年8月11日、モンペリエHSCとのリーグ戦でプロデビューを果たすとともに、後半アディショナルタイムにプロ初ゴールとなる決勝ゴールも挙げた。

## 代表経歴
2021年6月11日、コンゴ民主共和国代表との親善試合でマリ代表として初出場。

## 人物
フランス国籍に加えてマリ国籍も保有する。